# Граутит
Граутит (рос. граутит; англ. groutite; нім. Groutit) — мінерал, оксигідроксид марганцю.

## Загальний опис
Хімічна формула: 4[MnO(OH)]. Містить (%): MnO — 80,66 %; O — 9,12; H2О — 10,22.
Сингонія ромбічна.
Кристали клиноподібної форми.
Твердість 3,5-4.
Густина 4,14.
Колір чисто чорний.
Риска темно-коричнева.
Блиск алмазний.
Перші знахідки — в США, шт. Міннесота в асоціації з кварцом, манганітом, гематитом та ґьотитом. Трапляється в шт. Нью-Йорк в жеодах разом з тальком асоційованим з кальцитом і гексагонітом. Інша назва — ґроутит. Також відомий в Україні, де трапляється на Заваллівському родовищі графітових руд.

## Різновиди
Розрізняють:
- ґраутит стибієстий (відміна ґраутиту з родовища Франклін (шт. Нью-Джерсі, США), яка містить 5,7 % Sb і 56,3 % Mn).